# Roupala filiflora
Roupala filiflora är en tvåhjärtbladig växtart som beskrevs av Edwards & Prance. Roupala filiflora ingår i släktet Roupala och familjen Proteaceae. Inga underarter finns listade i Catalogue of Life.